# Qiaozi
Qiaozi (kinesiska: 桥梓, 桥梓镇) är en köping i Kina. Den ligger i stadsdistriket Huairou i Pekings storstadsområde, i den norra delen av landet, omkring 43 kilometer norr om stadskärnan. Antalet invånare är 21 914. Befolkningen består av 10 534 kvinnor och 11 380 män. Barn under 15 år utgör 9,0 %, vuxna 15-64 år 77 %, och äldre över 65 år 12,0 %.